# Leptothorax clavipilis
Leptothorax clavipilis är en myrart som först beskrevs av Wheeler 1910.  Leptothorax clavipilis ingår i släktet smalmyror, och familjen myror. Inga underarter finns listade i Catalogue of Life.